# Wieża ciśnień w Ośnie Lubuskim
Wieża ciśnień w Ośnie Lubuskim – wieża ciśnień stacji uzdatniania wody przy ul. Wodociągowej w Ośnie Lubuskim z 1903 roku.

## Opis
Wieża została wymurowana z kamienia i cegły, na poziomie przyziemia "będącej ściętym ostrosłupem o 12-bocznej podstawie", który przechodzi w zwężający się walec. W górnej części wieży mieści się wykusz, ponad którym znajduje się dwunastoboczna głowica, w której umieszczono zbiornik wodny. Wieża została nakryta dachem wielopołaciowym. Do wieży można wejść przez drzwi umieszczone po południowej stronie, wewnątrz "znajduje się metalowa klatka schodowa z drewnianymi podestami, prowadząca do zbiornika".

## Historia
Wieża ciśnień w Ośnie Lubuskim została zbudowana w 1903 roku przy drodze prowadzącej do Rzepina. Wybór miejsca był uwarunkowany wybudowaniem na tym terenie studni głębinowych, a obok nich przepompowni.
W 2017 roku został wykonany remont wieży. 